# Mobilidade operacional
Mobilidade operacional é um conceito militar de defesa do Estado, onde o Estado estabelece uma doutrina de defesa nacional dando-lhe então o direito à soberania, sendo portanto um item importante quando se escrevem as Constituições Nacionais.
Segundo o conceito clássico a mobilidade operacional irá arregimentar todo o aparato do estado, as indústrias nacionais, e até mesmo a manufatura artesanal, em função da defesa nacional. todo o aparato será convertido em armas estratégicas para uso das forças armadas para defesa da nação. A Mobilidade operacional, portanto virá antes do conceito de Campo de batalha e Batalha, pois com base na Mobilidade operacional que os comandantes militares desenvolverão às suas estratégias, sabendo-se portanto que sem mobilidade logicamente não haverá estratégias de defesa e nem doutrinas militares.
A mobilidade operacional é anterior às batalhas e também devem dar o devido suporte logístico, durante as batalhas. Através da necessária "Mobilidade operacional de Logística", é que as diversas linhas de suprimento possibilitam a manutenção das batalhas, se essas ultrapassarem ao tempo de permanência planejado para os combates.